# Корабельный кот

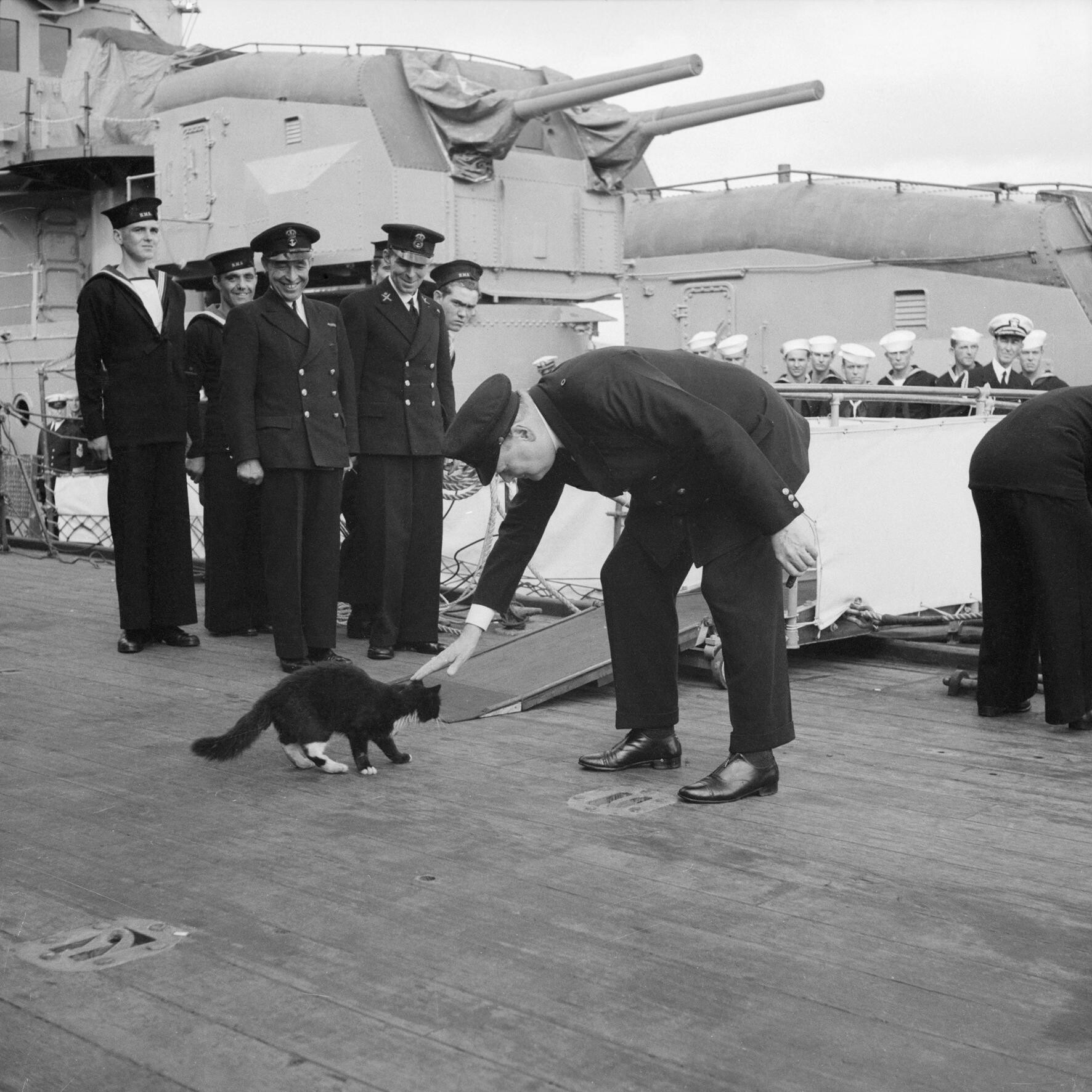
Уинстон Черчилль на борту линкора «Принц Уэльский» и талисман корабля, кот Блэки.

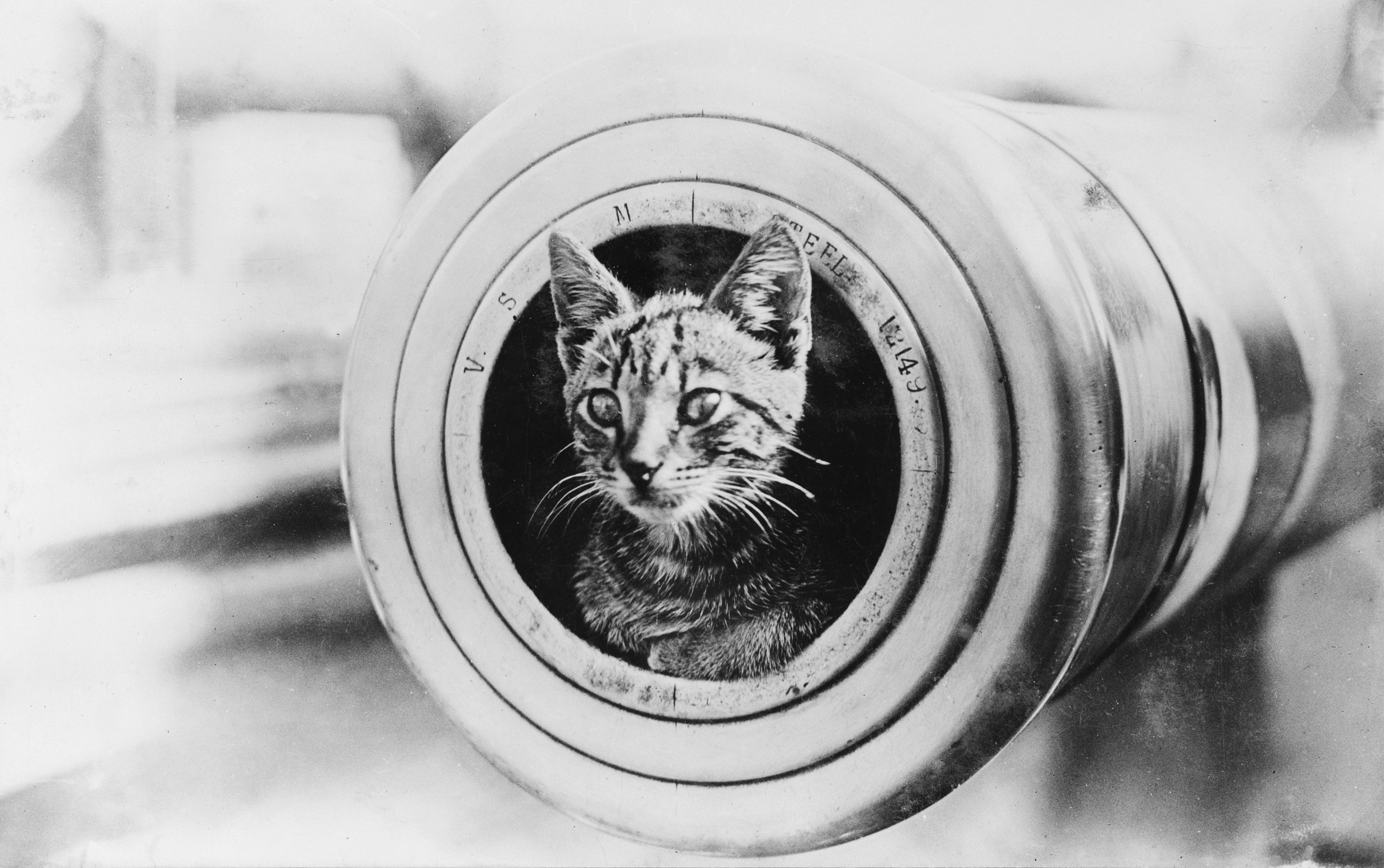
Корабельный кот в стволе орудия австралийского крейсера «Энкаунтер»

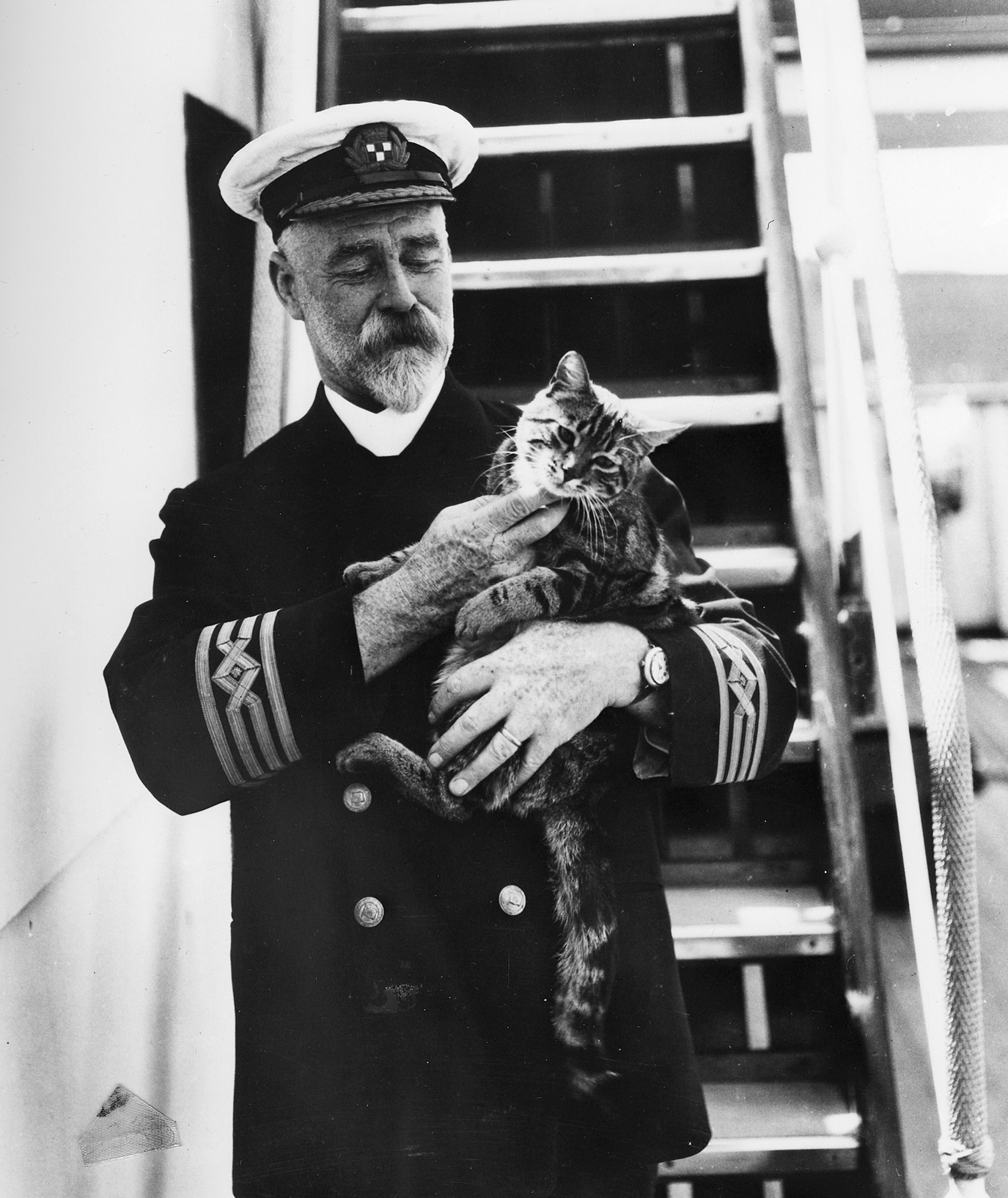
Капитан лайнера «Эмпресс оф Канада» Э. Дж. Хэйли с котом на руках

Корабельный кот — домашний кот (или кошка), который проживает на борту военного корабля или гражданского судна и фактически является членом экипажа.
С древних времён известны истории о кораблях, экипажи которых обязательно брали в плавание кошек. Основным предназначением кошек считалась борьба против грызунов, которые могли разгрызать снасти, электрические кабели, контейнеры с припасами или даже переносить чуму. Также в трудное время (в связи с долгим плаванием или боевыми действиями) кошки помогают экипажу избавиться от стресса и создать благоприятную атмосферу на судне, обрести чувство домашнего покоя и уюта.

## Предыстория

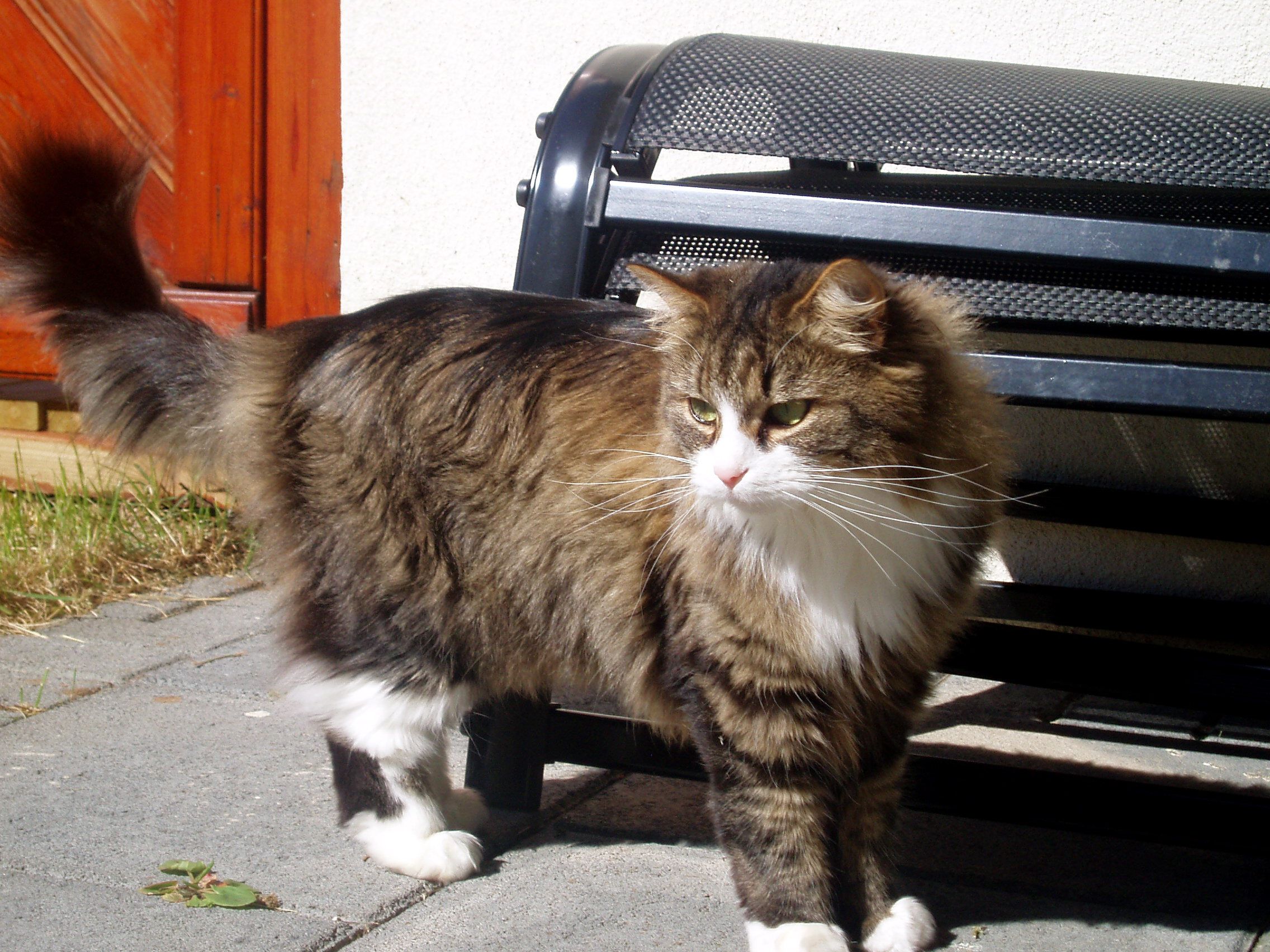
Некоторые кошки Исландии — прямые потомки кошек и котов, которых привезли с собой викинги

Примерно 9 тысяч лет назад на Ближнем Востоке приручили кошку. Древние египтяне, путешествуя по Нилу, брали с собой кошек, чтобы ловить птиц. Исследования митохондриальной ДНК 2017 года показали, что кошки попали в другие страны именно благодаря торговым кораблям, на которых их перевозили. В сентябре 2016 года были опубликованы результаты генетического исследования, которые подтвердили, что кошки в первую очередь боролись с грызунами и что эту практику — перевозить с собой котов — переняли викинги в VIII—XI веках.

## Суеверия
С древних времён кошки обрели статус магических животных в глазах суеверных людей, с ними были связаны многие мистические истории и поверья. Кошки считались умными животными, приносящими удачу морякам. Кошки-полидактилы особенно ценились за умение ловить грызунов, поскольку считалось, что с дополнительными пальцами кошка лучше может держаться в равновесии во время плавания. Жёны рыбаков держали дома чёрных кошек в качестве талисманов, которые могут уберечь рыбаков в море от плохой погоды и нападений пиратов. Моряки верили, что если кот подойдёт к моряку, стоящему на палубе, это хороший знак. Если кот падал за борт или его выбрасывали, это считалось преступлением и корабль был обречён пойти ко дну (если же корабль не тонул, то оставался проклятым как минимум 9 лет).
Считалось, что по поведению котов и кошек можно предсказывать погоду: кошка, которая облизывалась против шерсти, предрекала грозу; если она чихала, то это предвещало дождь; если же резвилась, то это означало усиление ветра. Современные учёные подтверждают, что кошки способны улавливать мельчайшие изменения в погоде благодаря очень чувствительным внутренним ушам (благодаря им же они могут безопасно приземляться в случае падения). Низкое атмосферное давление, которое является одной из предпосылок штормовой погоды, часто заставляет котов нервничать и волноваться.

## Коты англоязычных стран
Возрастающее количество корабельных котов привело к росту их популярности в мире. Во время Второй мировой войны многие коты прославились именно благодаря службе на кораблях.

### Черчилль (Блэки)
Кот Блэ́ки (англ. Blackie) служил на линкоре «Принц Уэльский». Во время Второй мировой войны он прославился тем, что был запечатлён на фотографии с премьер-министром Великобритании Уинстоном Черчиллем, который прибыл на базу британского флота Ардженшия в канадском Ньюфаундленде в августе 1941 года на секретную встречу с президентом США Франклином Рузвельтом. В результате встречи была подписана Атлантическая хартия. В тот момент, когда Черчилль собирался сойти с борта «Принца Уэльского» и перейти по мостику на американский эсминец «Макдугал», появился Блэки. Черчилль остановился, чтобы попрощаться с котом. Этот момент был запечатлён на фотографии и попал на первые полосы газет. Блэки в честь этого визита был переименован и стал носить имя «Черчилль». Кот, теперь уже Черчилль, пережил потопление линкора японским флотом и был вывезен в Сингапур вместе с британцами, однако через год в ходе эвакуации кота не нашли. Его судьба остаётся неизвестной.

### Камуфляж
Кот по кличке Камуфля́ж (фр. Camouflage) нёс службу на корабле Береговой охраны США на Тихоокеанском театре боевых действий. Часто гонялся за вражескими трассирующими снарядами.

### Чиббли
Чи́ббли (англ. Chibbley) — корабельная кошка учебного парусного корабля «Пиктон Касл», которую взяли в питомнике. Совершила пять кругосветных плаваний, повстречала много людей и стала получать почту от фанатов. Всего она прошла 180 тысяч миль с кораблём. Скончалась 10 ноября 2011 года в Луненбурге (Новая Шотландия).

### Конвой

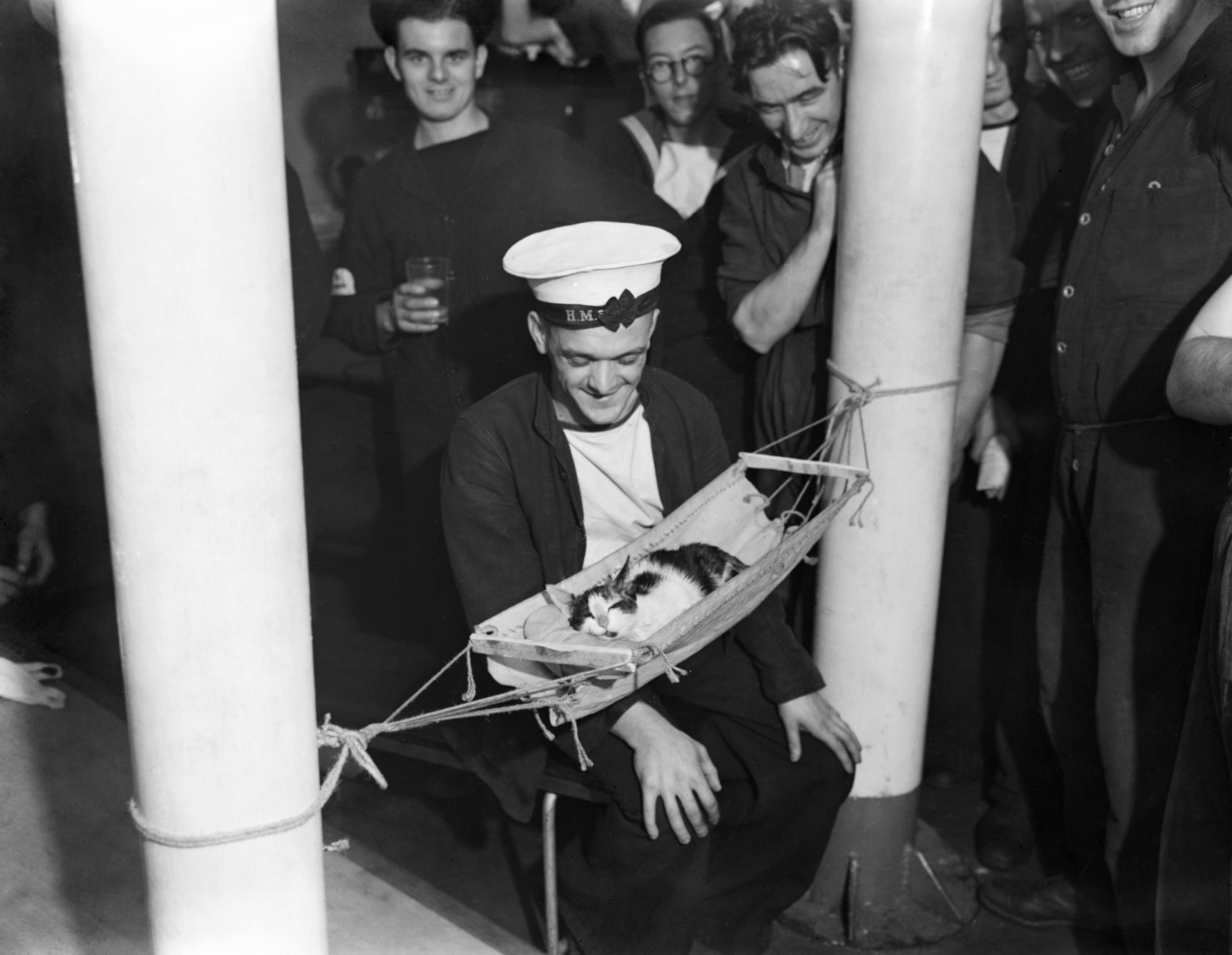
Кот Конвой в гамаке на борту крейсера «Гермиона»

Конво́й — (англ. Convoy) корабельный кот крейсера «Гермиона» британских ВМС. Получил кличку благодаря тому, что многократно находился на борту корабля во время сопровождения конвоев. Числился членом экипажа и имел собственный гамак, в котором спал. Погиб 16 июня 1942 года вместе с другими 87 членами экипажа крейсера, торпедированного подлодкой U-205.

### Эмми
Рыжая кошка Э́мми (англ. Emmie) жила на борту лайнера «Эмпресс оф Айрлэнд» и не пропускала ни одного путешествия, однако 28 мая 1914 года сбежала с борта корабля в Квебеке. Экипаж попытался вернуть её на борт, но Эмми снова сбежала, бросив на борту своих котят. Моряки расценили это как дурной знак; на следующее утро лайнер столкнулся с транспортом «Сторстад» у устья реки Святого Лаврентия. Погибло свыше 1000 человек.

### Феликс
Фе́ликс (англ. Felix) — кот, находившийся на борту корабля Mayflower II, который в 1957 году совершал плавание в память о первых колонистах Америки и о сотрудничестве Великобритании и США в минувшей мировой войне. У кота был собственный спасательный жилет, также ему сделали операцию на лапе после несчастного случая. Истории о Феликсе появились в журналах National Geographic, Life и Yankee после прибытия в США. Кот и экипаж участвовали в параде в Нью-Йорке и побывали на Восточном побережье США летом. Феликса взяла к себе Энн Берри, девушка юнги корабля, и он осел в городе Уолтэм (штат Массачусетс). Позже капитан корабля написал книгу «Феликс и его приключения на корабле „Мэйфлауэр II“» (англ. Felix and his Mayflower II Adventures), которую опубликовали к пятидесятилетию корабля.

### Галифакс
Галифа́ксом (англ. Halifax) прозвали кота, который был найден в порту Галифакса Элва и Дайаной Саймон в 1994 году: они шли на судне «Роджер Генри» в Тэй-Бэй. Кот провёл всё время на судне с Элва, когда Дайана должна была уехать по семейным обстоятельствам. Книга Элва «На север в ночи» описывает его путешествия с котом в холодную погоду.

### Дженни
Дже́нни (англ. Jenny) — корабельная кошка парохода «Титаник», о которой не раз рассказывали выжившие члены экипажа судна. На «Титаник» её перевели с лайнера «Олимпик», а за неделю до отплытия корабля она родила котят. Дженни вместе со своими котятами жила на камбузе, где их подкармливали члены экипажа. Стюардесса Вайолет Джессоп писала, что кошка всегда ложилась спать рядом со слугой по имени Джим, который о ней заботился. Дженни и её котята погибли во время кораблекрушения.

### Киддо

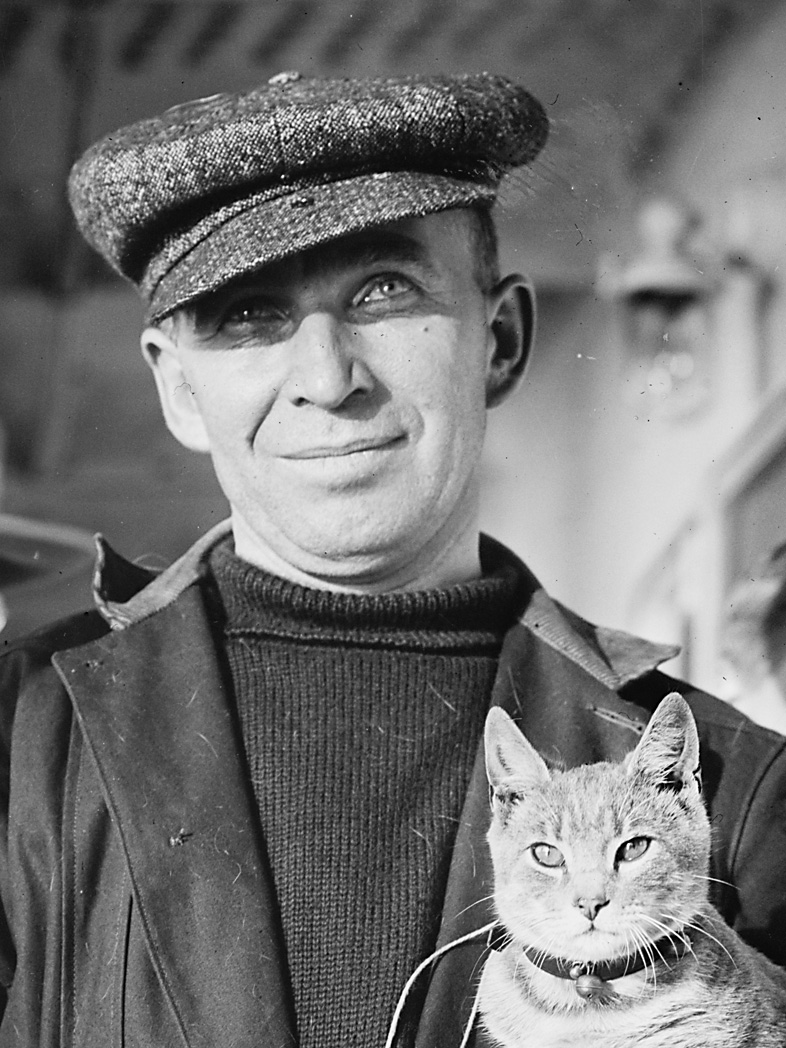
Инженер Мэлвин Вэниман и Киддо

Кошка по кличке Киддо́ (англ. Kiddo) попала на дирижабль «Америка» в Атлантик-Сити (штат Нью-Джерси), который должен был пересечь Атлантику в 1910 году под руководством журналиста Уолтера Уэллмана. Испугавшаяся поначалу незнакомой атмосферы Киддо привыкла со временем к жизни на дирижабле и стала исполнять служебные обязанности: по свидетельствам членов экипажа, она даже точнее предсказывала погоду, чем барометр. Когда двигатели дирижабля отказали, экипаж вместе с Киддо покинул терпящее бедствие судно на шлюпке и у Бермудских островов был подобран почтовым кораблём «Трент». Киддо некоторое время была корабельной кошкой на «Тренте», а позже её к себе забрала Эдит Уэллман Эйнсуорт, дочь Уэллмана.

### Миссис Чиппи

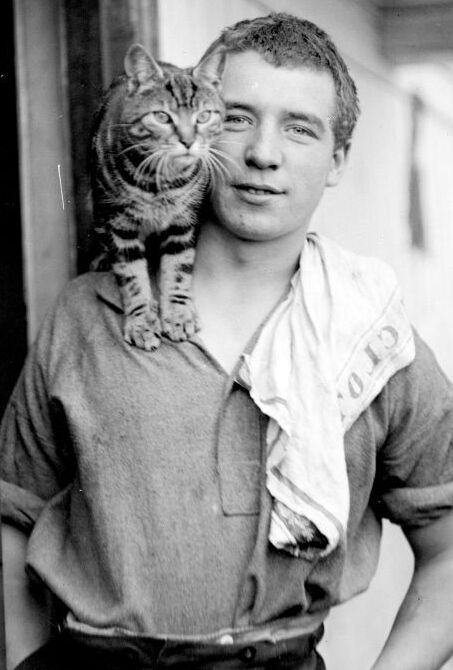
Пирси Блэкбороу и Миссис Чиппи

Кот по кличке Ми́ссис Чи́ппи (англ. Mrs. Chippy) был на судне «Эндьюранс», которое под командованием Эрнеста Шеклтона принимало участие в Имперской трансантарктической экспедиции. Когда судно было зажато льдами и затонуло, Шеклтон приказал пристрелить ездовых собак и Миссис Чиппи, поскольку экипаж страдал от голода.

### Нансен

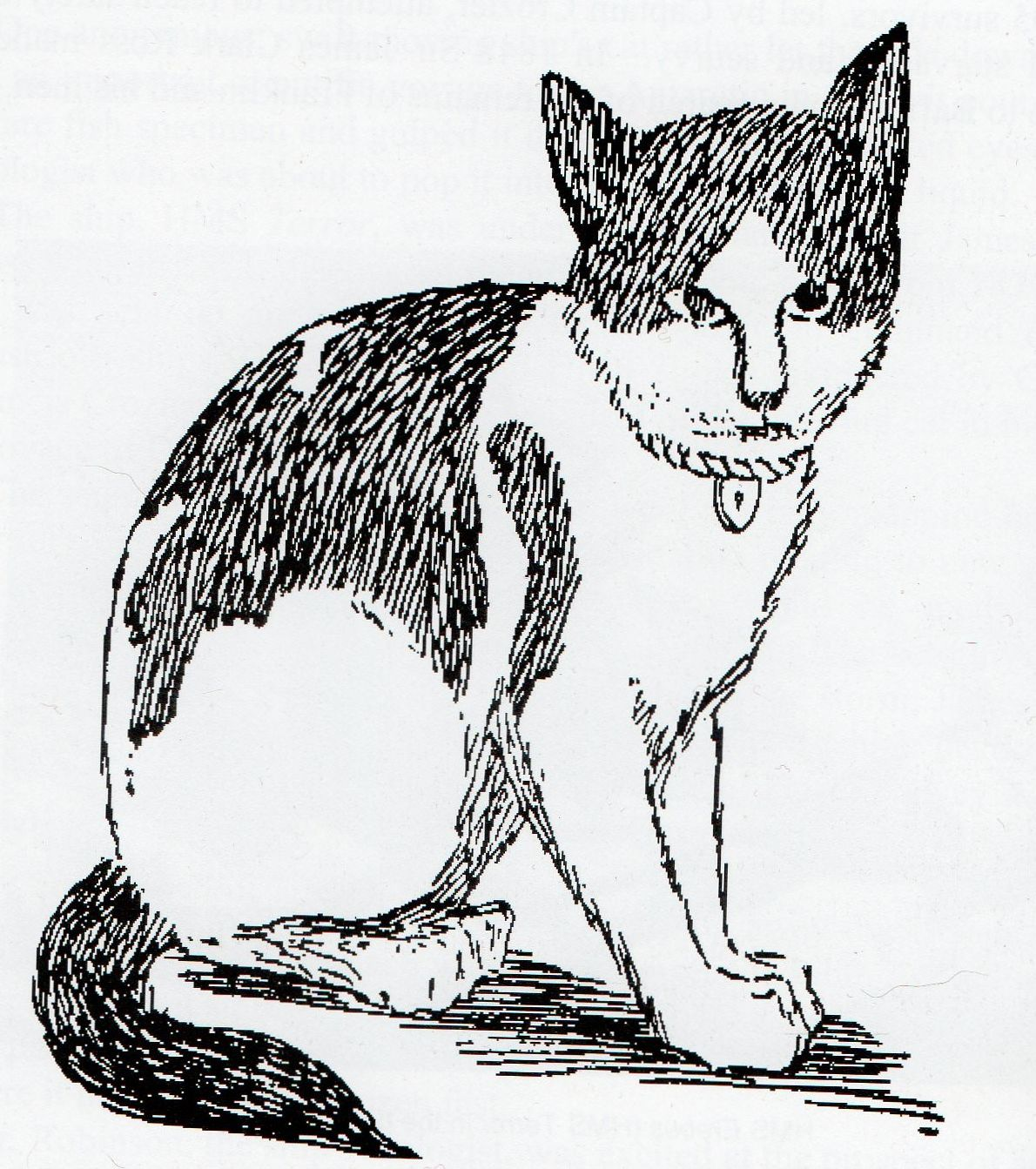
Рисованный портрет Нансена, автор Йохан Корен

На́нсен (англ. Nansen) — корабельный кот судна «Бельжика»; был назван в честь полярного исследователя Фритьофа Нансена и попал на судно благодаря юнге Йохану Корену. Судно участвовало в Бельгийской антарктической экспедиции, которую Нансен не пережил: кот умер 22 июня 1898 года и был похоронен в Антарктиде.

### Пиблз

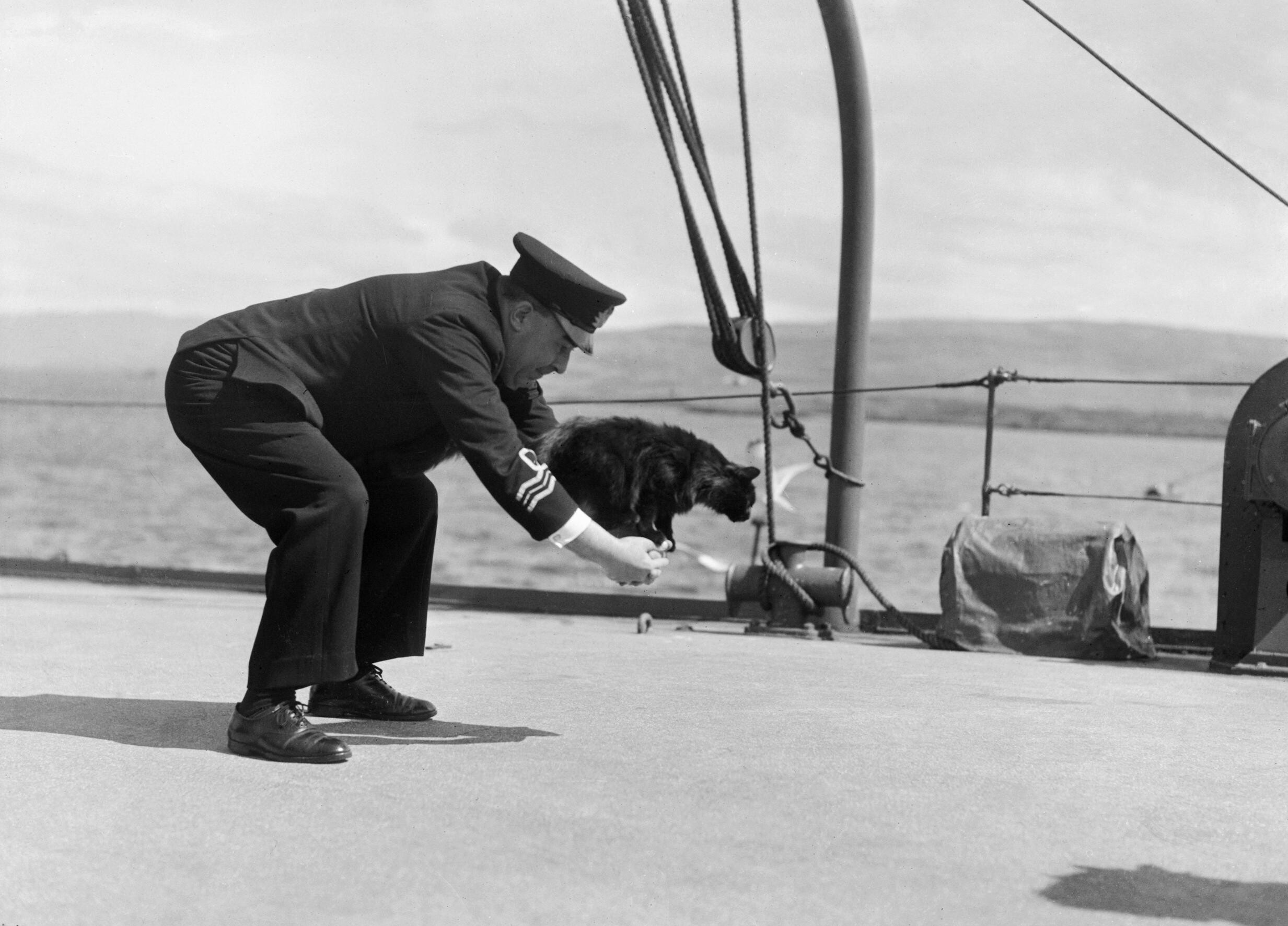
Лейтенант-коммандер Р. Х. Палмер играет с котом Пиблзом на борту «Вестерн Айлз»

Пиблз (англ. Peebles) — корабельный кот учебного судна «Вестерн Айлз» Королевских военно-морских сил Великобритании. Известно, что он был достаточно умным и даже подавал лапу всем людям, входившим в кают-компанию.

### Пули

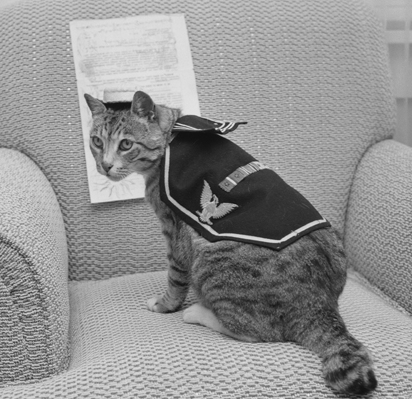
Кошка Пули в форме ВМС США (4 июля 1959)

Кошка Пу́ли (англ. Pooli) служила на десантном корабле ВМС США во Вторую мировую войну. Награждена тремя орденскими планками и четырьмя звёздами за службу.

### Ринда
Ри́нда (норв. Rinda) — кот, который жил на норвежском грузовом судне «Ринда», торпедированном во время Второй мировой войны. Кота спас экипаж траулера «Пикт» и оставил у себя, сохранив кличку питомца.

### Саймон
Кот по кличке Са́ймон (англ. Simon) служил на борту шлюпа «Аметист». В 1949 году случился инцидент на Янцзы, в ходе которого были убиты 25 человек (в том числе капитан корабля Бернард Скиннер), а Саймон был ранен. Он выздоровел и продолжил ловить крыс и поднимать боевой дух моряков, благодаря чему прославился на всю страну и был произведён в ранг мичмана. Саймон умер от инфекции в том же году, о чём сообщал некролог в газете The Times. Саймон был посмертно награждён медалью Марии Дикин и является единственным котом, удостоенным этой награды. Похоронен с военно-морскими почестями.

### Тарава
Котёнок по кличке Тара́ва (англ. Tarawa) попал на корабль Береговой охраны ВМС США во время битвы за Тараву: его нашли в доте. Тарава некоторое время являлась талисманом корабля, однако не ужилась с собакой по кличке Кодиак и при первой же возможности была высажена на сушу.

### Тиддлз

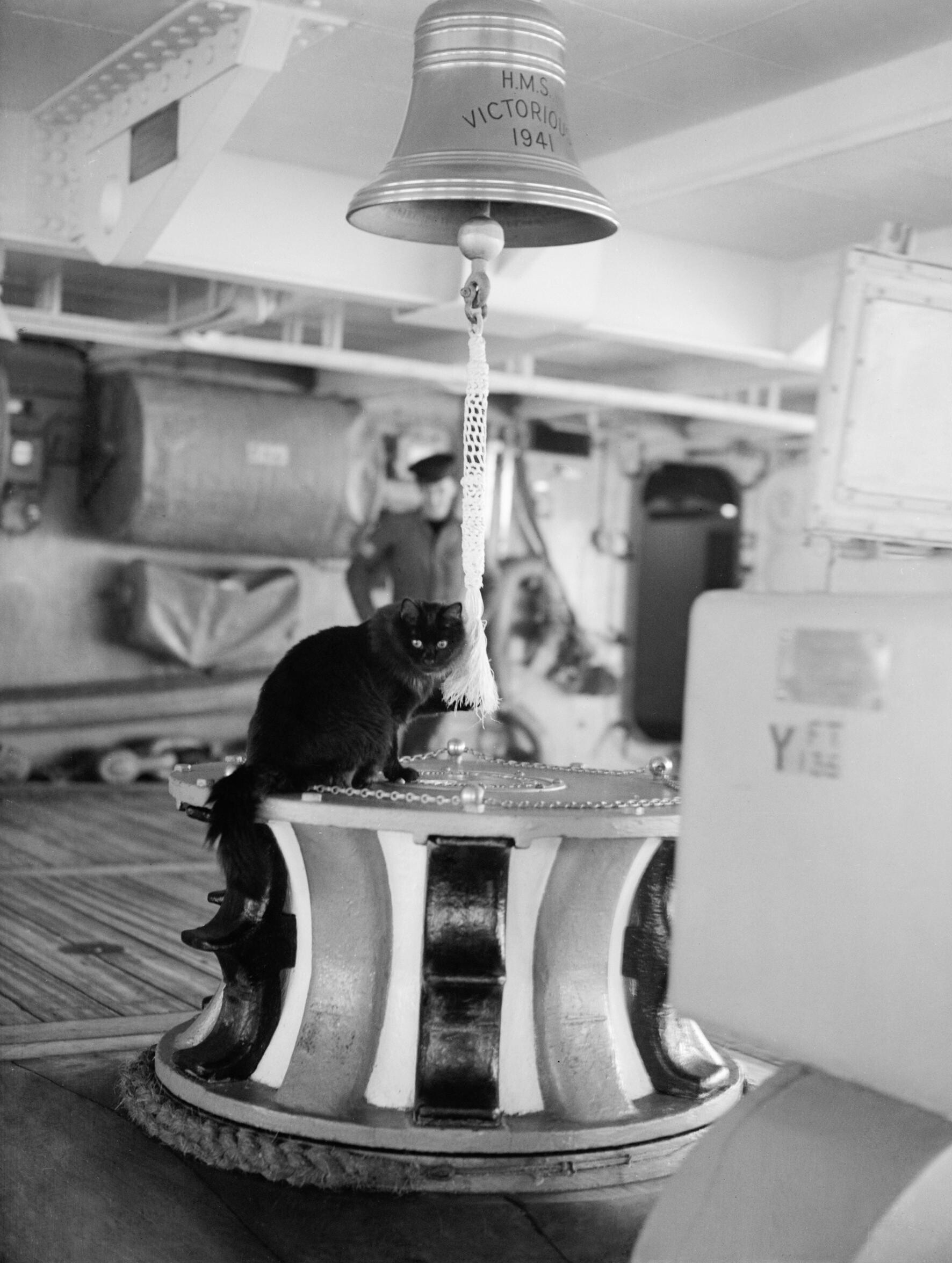
Тиддлз на посту авианосца «Викториус»

Тиддлз (англ. Tiddles) — корабельный кот авианосцев «Аргус» и «Викториус». Тиддлза часто можно было найти у кабестана, где он играл с колоколом. В общей сложности Тиддлз прошёл вместе с кораблями свыше 30 тысяч морских миль.

### Трим
Трим (англ. Trim) — корабельный кот, который путешествовал на кораблях под командованием Мэтью Флиндерса во время его путешествий вокруг Австралии в 1801—1803 годов и нанесения побережья Австралии на карту мира. Трим стал любимцем экипажа и первым котом, который обогнул Австралию. Он оставался с Флиндерсом до самой смерти. В Сиднее рядом с Государственной библиотекой был установлен памятник Триму.

### Непотопляемый Сэм
Кот по кличке О́скар (англ. Oscar) вначале жил на немецком линкоре «Бисмарк», который был потоплен 27 мая 1941 года британским флотом и авиацией. Из более чем 2200 членов экипажа выжили 116 человек, а Оскара взяли на британский эсминец «Казак». 24 октября того же года «Казак» был торпедирован, в результате торпедной атаки погибло 159 человек, но Оскар снова выжил и был отправлен в Гибралтар. Там он стал талисманом авианосца «Арк Ройял», но и этот корабль затонул в ноябре 1941 года после торпедной атаки. После этих трёх торпедных атак Оскара решили отправить на сушу и в шутку прозвали Непотопляемым Сэмом (англ. Unsinkable Sam). Его назначили мышеловом в резиденции Генерал-губернатора Гибралтара. Впоследствии Непотопляемый Сэм вернулся в Великобританию и осел в «Доме для моряков» (англ. Home for Sailors). Его портрет находится в Национальном морском музее Гринвича.

## Коты России

### Матрос
На российском круизном теплоходе Санкт-Петербурга «Николай Чернышевский» кот по кличке Матро́с является старшим помощником капитана Владимира Котина. По словам капитана, кот может предсказывать погоду, так как за сутки до шторма начинает нервничать.

### Сергей Иванович
Во время операции Вооружённых сил РФ в Сирии в начале мая 2017 года в Интернете появились фотографии рыжего кота, находившегося на борту одного из российских военных кораблей из авианосной группы Северного флота, которая вернулась в Североморск в феврале 2017 года. Фотографии были предоставлены Министерством обороны России, однако кличка кота не раскрывалась. Интернет-пользователи в шутку предлагали назвать кота Матроскиным или старшиной Котовским, а его историей заинтересовались даже британские СМИ (The Telegraph). Вскоре пресса узнала: этот кот находился на борту ракетного крейсера «Москва», кличка питомца — Серге́й Ива́нович.

## Наши дни
В 1975 году ВМФ Великобритании запретил содержать домашних животных на борту кораблей по соображениям гигиены. Однако котов можно встретить на частных судах.

## В искусстве

### В литературе
- В 1977 году Ричард Адамс и Алан Элдридж написали книгу «Корабельный кот» о приключениях кота в эпоху правления Елизаветы I.
- Автором ещё одной книги под названием «Корабельный кот» является Джок Брандис.
- В 1967 году голландец Ян де Хартог опубликовал роман «Капитан», в одном из фрагментов которого действие разворачивается на борту корабля Северного конвоя, идущего в Мурманск. В ходе авианалёта люфтваффе, пытаясь спасти корабельную кошку и её котят, гибнет юнга, что до глубины души трогает главного героя и заставляет его стать отказником совести.
- В произведениях некоторых фантастов на космических кораблях оказываются и кошки. Так, в коротком рассказе «Игра крысы и дракона» Кордуэйнера Смита встречается один из первых подобных сюжетных ходов[31]. Андре Нортон в романе «Камень предтеч» упоминает корабельных котов, обладающих чувством телепатии[32].
- В детской книге «Рыбья голова» 1954 года авторства Джин Фриц рассказывается об одноимённом коте, который ворует рыбу на рынке. Убегая от торговца, заставшего его на месте «преступления», кот попадает на корабль, где становится членом команды[33].
- В сказочной повести Эдуарда Успенского «Дядя Фёдор, пёс и кот» кот Матроскин во время спора говорит, что его бабушка плавала на пароходе. В книге Матроскин говорит, что пароход назывался «Антон Павлович Чехов», в мультфильме — «Адмирал Иван Фёдорович Крузенштерн».

### В музыке
У Олега Медведева есть одноимённая песня, в ней воображаемый Корабельный Кот служит личным талисманом лирического героя.

### В кино
В научно-фантастическом фильме ужасов Чужой есть кот по кличке Джонси, являющимся корабельным котом на космическом судне «Ностромо». В конце фильма остаётся вторым выжившим персонажем месте с главной героиней. Джонси был тепло воспринят публикой: о нём отзывались как об одном из наиболее любимых котов в фильмах ужасов, а также об одном из известнейших котов на киноэкране. Так, в 2019 году Insider включил Джонси в число 15 лучших кошек в кино.